# Препуштовец (Сесвете)
Препуштовец је насеље у саставу Града Загреба. Налази се у четврти Сесвете. До територијалне реорганизације у Хрватској налазио се у саставу старе загребачке приградске општине Сесвете.

## Становништво
На попису становништва 2011. године, Препуштовец је имао 332 становника.

## Попис1991.
На попису становништва 1991. године, насељено место Препуштовец је имало 319 становника, следећег националног састава:
| Попис 1991.‍  | Попис 1991.‍  | Попис 1991.‍ | Попис 1991.‍ | Попис 1991.‍ |
| ------------ | ------------ | ----------- | ----------- | ----------- |
|              |              |             |             |             |
| Хрвати       | Хрвати       |             | 303         | 94,98%      |
| Румуни       | Румуни       |             | 1           | 0,31%       |
| неопредељени | неопредељени |             | 5           | 1,56%       |
| непознато    | непознато    |             | 10          | 3,13%       |
| укупно: 319  |              |             |             |             |